# Línea N3 (EMT Madrid)
La línea N3 de la empresa municipal de autobuses de Madrid es una línea nocturna que conecta la Plaza de Cibeles con los recintos feriales de IFEMA. Realiza un recorrido similar al de las líneas diurnas 53 y 73.

## Características
La línea, al igual que todas las líneas nocturnas de Madrid de la red de búhos, empieza su camino en la plaza de Cibeles y sus horarios de salida de la misma coinciden con los de otras líneas para permitir el transbordo.
La primera línea N3 que se creó en octubre de 1974 tenía el itinerario Sol - Moratalaz, con un recorrido similar al de la actual N8, llegaba entonces a Canillas la línea N1. En mayo de 1994, con la ampliación de la red nocturna de 11 a 20 líneas, la línea N3 empezó a realizar el recorrido Pza. Cibeles - Canillas casi igual al que hace en la actualidad.
Cuando se amplió la red de 20 a 26 líneas, en octubre de 2002, la línea mantuvo la denominación y la mayor parte del itinerario excepto al final, donde se creó un circuito neutralizado para cubrir mejor los desarrollos urbanísticos de Canillas situados en la calle Silvano y la Avenida del Machupichu.
En su camino hacia Canillas, la línea presta servicio a los barrios de Goya, Lista, Guindalera y Parque de las Avenidas (distrito de Salamanca), el barrio de San Pascual y la parte central de la calle de Arturo Soria (Ciudad Lineal).
El 29 de noviembre de 2023 fue ampliada a los recintos feriales de IFEMA, restaurando el servicio nocturno en los mismos después de la supresión del búhometro L8 en septiembre de 2013. Hasta entonces tenía un circuito neutralizado dentro de Canillas (Mota del Cuervo > Pedroñeras > Silvano > Machupichu), que ahora se convierte en sentido de ida y vuelta. 

## Horarios
| Domingos a jueves y festivos           |                           |                           |                           |                           |                           |                           |                           |                           |                           |                           |                           |                           |                           |                           |                           |
| Cibeles > Feria de Madrid              | Cibeles > Feria de Madrid | Cibeles > Feria de Madrid | Cibeles > Feria de Madrid | Cibeles > Feria de Madrid | Cibeles > Feria de Madrid | Cibeles > Feria de Madrid | Cibeles > Feria de Madrid | Feria de Madrid > Cibeles | Feria de Madrid > Cibeles | Feria de Madrid > Cibeles | Feria de Madrid > Cibeles | Feria de Madrid > Cibeles | Feria de Madrid > Cibeles | Feria de Madrid > Cibeles | Feria de Madrid > Cibeles |
| 00                                     | 01                        | 02                        | 03                        | 04                        | 05                        | 06                        | 07                        | 23                        | 00                        | 01                        | 02                        | 03                        | 04                        | 05                        | 06                        |
| 00 35                                  | 10 45                     | 20 55                     | 30                        | 05 40                     | 15                        |                           |                           | 40                        | 15 50                     | 25                        | 00 35                     | 10 45                     | 20                        | 00 45                     |                           |
| Viernes, sábados y vísperas de festivo |                           |                           |                           |                           |                           |                           |                           |                           |                           |                           |                           |                           |                           |                           |                           |
| Cibeles > Feria de Madrid              | Cibeles > Feria de Madrid | Cibeles > Feria de Madrid | Cibeles > Feria de Madrid | Cibeles > Feria de Madrid | Cibeles > Feria de Madrid | Cibeles > Feria de Madrid | Cibeles > Feria de Madrid | Feria de Madrid > Cibeles | Feria de Madrid > Cibeles | Feria de Madrid > Cibeles | Feria de Madrid > Cibeles | Feria de Madrid > Cibeles | Feria de Madrid > Cibeles | Feria de Madrid > Cibeles | Feria de Madrid > Cibeles |
| 00                                     | 01                        | 02                        | 03                        | 04                        | 05                        | 06                        | 07                        | 23                        | 00                        | 01                        | 02                        | 03                        | 04                        | 05                        | 06                        |
| 00 20 40                               | 00 15 30 45               | 00 15 30 45               | 00 15 30 45               | 00 15 30 45               | 00 20 45                  | 15                        | 00                        | 30 55                     | 20 40                     | 00 20 35 50               | 05 20 35 50               | 05 20 35 50               | 05 20 35 50               | 10 30 50                  | 15                        |
| Sólo sábados y vísperas de festivo     |                           |                           |                           |                           |                           |                           |                           |                           |                           |                           |                           |                           |                           |                           |                           |

## Recorrido y paradas

### Sentido Feria de Madrid
Partiendo de la Plaza de Cibeles, la línea sale por la calle de Alcalá en dirección a la Puerta de Alcalá, recorriendo esta calle hasta la intersección con la Avenida de Felipe II, donde gira a la derecha para incorporarse a la misma pasando junto a las dársenas del intercambiador multimodal situado en esta avenida. Sale de aquí girando a la izquierda por la calle Narváez, y sigue de frente al final de la misma por la calle Conde de Peñalver.
Circula por la calle Conde de Peñalver hasta la intersección con la calle Juan Bravo, donde gira a la derecha para incorporarse a la misma hasta el final de dicha calle, donde sigue de frente bajando por la calle Martínez Izquierdo en dirección al Parque de las Avenidas.
Llegando al final de la calle Martínez Izquierdo, gira a la izquierda para tomar la calle Biarritz, que desemboca en la Avenida de Bruselas, ya en el Parque de las Avenidas. La línea circula por esta avenida hasta llegar a la Plaza de Venecia, donde toma la Avenida de Brasilia, que la lleva a cruzar la M-30 sobre un puente entrando en el barrio de San Pascual.
Dentro del barrio de San Pascual, la línea circula por la Avenida de Badajoz hasta la intersección con la calle Torrelaguna, donde gira a la izquierda para subir por esta hasta girar a la derecha incorporándose a la calle Condesa de Venadito. Llegando al final, gira a la izquierda por la calle Agastia y a la derecha por la calle Hernández de Tejada, que desemboca en la calle de Arturo Soria, que toma la línea en sentido norte.
La línea circula por esta calle hasta la intersección con la calle López de Hoyos, donde gira a la derecha para incorporarse a la misma durante 2 manzanas, girando después a la derecha de nuevo para tomar la carretera de Canillas, que se adentra en el barrio homónimo.
Recorre entera la carretera de Canillas hasta llegar a la intersección con la Avenida de Machupichu, donde sigue de frente por la calle Mota del Cuervo, que recorre entera girando al final de la misma por la calle de Las Pedroñeras, que recorre hasta el final.
Una vez alcanza la Plaza de Andrés Jáuregui, continúa por la calle Silvano y su prolongación la Avenida del Partenón, donde tiene cabecera en el IFEMA.
| Código | Parada                                 | Común con      | Conexiones con Metro   | Otros |
| ------ | -------------------------------------- | -------------- | ---------------------- | --- |
| 5727   | CIBELES (Paseo del Prado, 1)           | N2             | Banco de España        | Líneas N1, N2, N3, N4, N5, N6, N7, N8, N9, N10, N11, N12, N13, N14, N15, N16, N17, N18, N19, N20, N21, N22, N23, N24, N25, N26 y Exprés Aeropuerto (N27) |
| 162    | Puerta de Alcalá-Retiro                | N2 N5 N6 N7 N8 | Retiro                 | |
| 751    | Escuelas Aguirre-Casa Árabe            | N2 N5 N7       | Príncipe de Vergara    | |
| 5093   | Felipe II                              |                | Goya                   | |
| 2219   | Conde de Peñalver-Ayala                |                |                        | |
| 2221   | Lista                                  |                | Lista                  | |
| 1247   | Juan Bravo-Francisco Silvela           |                | Diego de León          | NC1 NC2 |
| 2474   | Martínez Izquierdo-Francisco Silvela   |                |                        | |
| 2369   | Martínez Izquierdo                     |                |                        | |
| 689    | Biarritz                               |                |                        | |
| 690    | Bruselas                               |                | Parque de las Avenidas | |
| 692    | Plaza de Venecia                       |                |                        | |
| 694    | Tanatorio M30                          |                |                        | |
| 696    | Avenida de Badajoz                     |                |                        | |
| 2121   | Condesa de Venadito-Torrelaguna        |                |                        | |
| 2123   | Hernández de Tejada                    |                |                        | |
| 227    | Hospital Universitario Vithas          |                |                        | |
| 225    | Arturo Soria-Conservatorio             |                |                        | |
| 223    | Arturo Soria-Bueso Pineda              |                |                        | |
| 221    | Metro Arturo Soria                     |                | Arturo Soria           | |
| 2026   | López de Hoyos-Arturo Soria            | N2             |                        | |
| 5545   | Junta Municipal de Hortaleza           |                |                        | |
| 2757   | Carretera de Canillas-Carril del Conde |                |                        | |
| 2759   | Carretera de Canillas-Benita Ávila     |                |                        | |
| 2761   | Carretera de Canillas-Gomeznarro       |                |                        | |
| 2763   | Carretera de Canillas-Utrillas         |                |                        | |
| 2765   | Carretera de Canillas-Torquemada       |                |                        | |
| 2767   | Emigrantes-Carretera de Canillas       |                | Canillas               | |
| 474    | Motilla del Palancar                   |                |                        | |
| 472    | Mota del Cuervo                        |                |                        | |
| 470    | Pedroñeras-El Provencio                |                |                        | |
| 468    | Canillas                               |                |                        | |
| 2771   | Silvano-Haendel                        |                |                        | |
| 5827   | FERIA DE MADRID                        |                | Feria de Madrid        | |

### Sentido Plaza de Cibeles
El recorrido es igual a la ida pero en sentido contrario hasta llegar a la Puerta de Alcalá con algunas salvedades:
- En la Plaza de Andrés Jáuregui, recorre la calle Silvano, hasta la intersección con la Avenida de Machupichu, donde gira a la derecha para tomar la misma. Al final de esta avenida gira a la izquierda para tomar la carretera de Canillas.
- En vez de salir directamente a la calle de Arturo Soria desde López de Hoyos, lo hace circulando por la calle Navarro Amandi.
- En lugar de circular por las calles Torrelaguna, Condesa de Venadito, Agastia y Hernández de Tejada, circula por las calles Condesa de Venadito y Madre Antonia París, al final de la cual desemboca en la Avenida de Badajoz.
- Al final de la Avenida de Bruselas continúa de frente por la calle Azcona en vez de circular por las calles Biarritz y Martínez Izquierdo, que son de sentido único.

Al llegar a la Puerta de Alcalá, se desvía por la calle Alfonso XII, por la que circula hasta llegar al cruce con la calle Antonio Maura, por la que baja hasta el Paseo del Prado y gira a la derecha para circular por este paseo hasta llegar a la cabecera en la Plaza de Cibeles.
| Código | Parada                                 | Común con | Conexiones con Metro   | Otros |
| ------ | -------------------------------------- | --------- | ---------------------- | --- |
| 5827   | FERIA DE MADRID                        |           | Feria de Madrid        | |
| 2772   | Silvano-Haendel                        |           |                        | |
| 2770   | Plaza Andrés Jauregui                  |           |                        | |
| 466    | Silvano-José Domingo Rus               |           |                        | |
| 4912   | Machupichu-Mota del Cuervo             |           | Canillas               | |
| 2768   | Emigrantes-Carretera de Canillas       |           |                        | |
| 2766   | Carretera de Canillas-Torquemada       |           |                        | |
| 2764   | Carretera de Canillas-Utrillas         |           |                        | |
| 2762   | Carretera de Canillas-Gomeznarro       |           |                        | |
| 2760   | Carretera de Canillas-Benita Ávila     |           |                        | |
| 2758   | Carretera de Canillas-Carril del Conde |           |                        | |
| 2756   | Junta Municipal de Hortaleza           |           |                        | |
| 218    | Arturo Soria-López de Hoyos            | N2        |                        | |
| 220    | Metro Arturo Soria                     |           | Arturo Soria           | |
| 222    | Jefatura Provincial Tráfico            |           |                        | |
| 224    | Arturo Soria-Conservatorio             |           |                        | |
| 226    | Hospital Universitario Vithas          |           |                        | |
| 2118   | Arturo Soria-Condesa de Venadito       |           |                        | |
| 2120   | Madre Antonia París                    |           |                        | |
| 276    | Avenida de Badajoz                     |           |                        | |
| 695    | Tanatorio M30                          |           |                        | |
| 693    | Plaza de Venecia                       |           |                        | |
| 5264   | Bruselas                               |           | Parque de las Avenidas | |
| 2373   | Villafranca                            |           |                        | |
| 2372   | Azcona                                 |           |                        | |
| 2371   | Azcona-Francisco Silvela               |           |                        | |
| 3807   | Metro Diego de León                    |           | Diego de León          | NC1 NC2 |
| 2222   | Lista                                  |           | Lista                  | |
| 2220   | Conde de Peñalver-Ayala                |           |                        | |
| 754    | Felipe II                              | N5 N7     | Goya                   | |
| 4055   | Escuelas Aguirre-Casa Árabe            | N2 N5 N7  | Príncipe de Vergara    | |
| 2171   | Puerta de Alcalá                       | N2 N8     | Retiro                 | |
| 5727   | CIBELES (Paseo del Prado, 1)           | N2        | Banco de España        | Líneas N1, N2, N3, N4, N5, N6, N7, N8, N9, N10, N11, N12, N13, N14, N15, N16, N17, N18, N19, N20, N21, N22, N23, N24, N25, N26 y Exprés Aeropuerto (N27) |

## Galería

Mapa zonal de la estación de metro de Lista con los recorridos de las líneas de autobuses, entre las que aparece el N3.
Mapa zonal de la estación de Diego de León con las líneas de autobús que pasan, entre las que se encuentra la N3.
Mapa zonal de la estación de Parque de las Avenidas con las líneas de autobús que pasan, entre las que se encuentra la N3.
Mapa zonal de la estación de Feria de Madrid con las líneas de autobús que pasan, entre las que se encuentra la N3.